# Funicular de Montjuïc

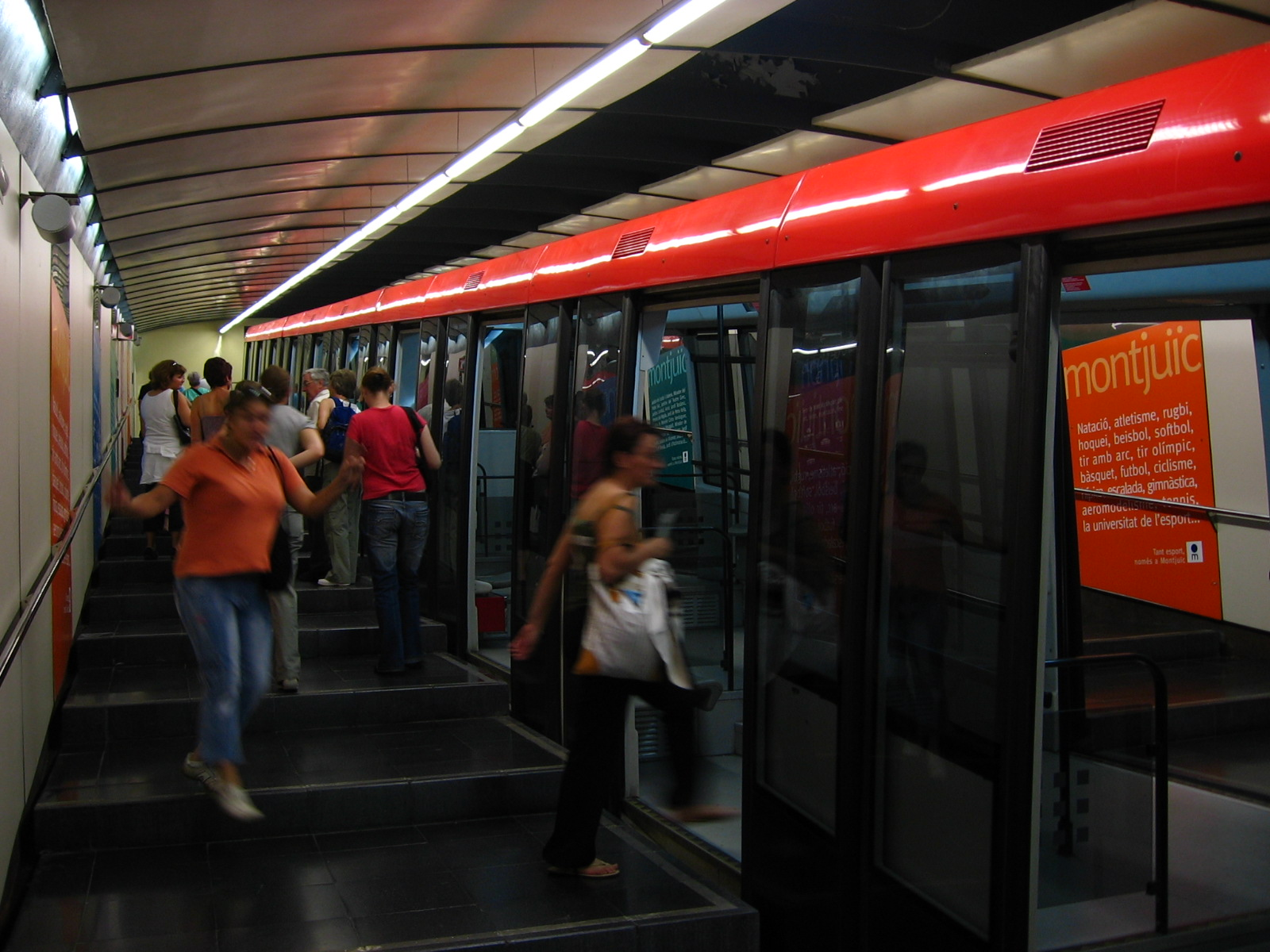
Passagiere steigen in die Standseilbahn in „Parc de Montjuïc“, der Bergstation der Seilbahn

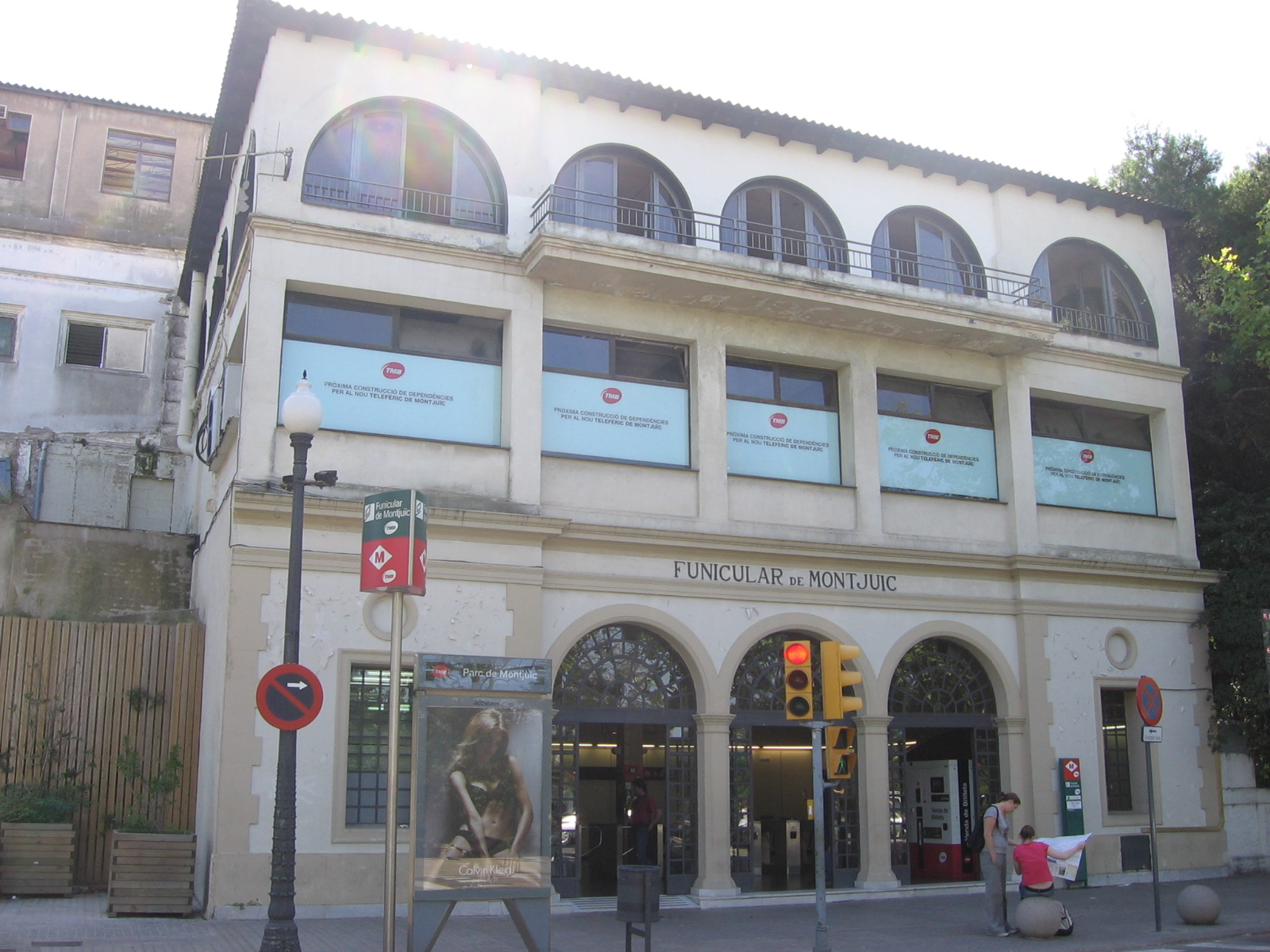
Außenansicht der Bergstation

Funicular de Montjuïc ist eine Standseilbahn in der Stadt Barcelona, Katalonien, Spanien. Die Strecke verläuft größtenteils in einem Tunnel und verbindet die Station Paral·lel der Metro Barcelona mit dem Berg Montjuïc und den dortigen Sport- und Freizeitanlagen. Die Standseilbahn ist in das Tarifsystem der Metro eingebunden und als Teil des Metro-Netzwerks auf Plänen eingezeichnet. Sie wird von Transports Metropolitans de Barcelona (TMB), betrieben.
Die Standseilbahn wurde 1928 eröffnet, um für die Weltausstellung 1929 zur Verfügung zu stehen. Sie wurde 1992 generalsaniert, um den Verkehr von und zum Estadi Olímpic Lluís Companys und anderen Sportstätten der Olympischen Sommerspiele, die sich auf dem Montjuïc befanden, aufzunehmen.
Einige technische Daten zur Standseilbahn:
- Länge: 758 Meter
- Höhenunterschied: 76 Meter
- Maximale Steigung: 18 %
- Züge: 2, jeweils bestehend aus drei Zugteilen
- Beförderungskapazität: 400 Passagiere pro Zug
- Bauart: einspurig mit Ausweichstelle
- Fahrzeit: 2 Minuten
- Höchstgeschwindigkeit: 10 m/s
- Spurweite: 1,2 Meter
- Antrieb: elektrisch

Neben dieser Standseilbahn gibt es noch zwei weitere in Barcelona: Die Funicular de Vallvidrera und die Funicular del Tibidabo.